# Bukit Jambo-puteh
Bukit Jambo-puteh är en kulle i Indonesien.   Den ligger i provinsen Aceh, i den västra delen av landet, 1 600 km nordväst om huvudstaden Jakarta. Toppen på Bukit Jambo-puteh är 548 meter över havet, eller 513 meter över den omgivande terrängen. Bredden vid basen är 4,5 km.
Terrängen runt Bukit Jambo-puteh är huvudsakligen platt.Runt Bukit Jambo-puteh är det ganska glesbefolkat, med 47 invånare per kvadratkilometer. Trakten runt Bukit Jambo-puteh består till största delen av jordbruksmark.